# أوبونتو تاتش
أوبونتو تاتش هو واجهة استخدام للهواتف المحمولة لاستخدام نظام تشغيل أوبنتو طور بواسطة كانونيكال المحدودة، يهدف لإعطاء المستخدم تجربة مماثلة لتلك التي يقدمها أوبونتو على أجهزة سطح المكتب. أعلنت كانونيكال في يناير 2013 عن توفر النظام للهواتف الذكية في نفس العام.
أعلن مارك شاتلوورث بأن كانونيكال المحدودة ستقوم بإنهاء دعم المشروع بسبب قلة التفاعل السوقي معه وذلك يوم 5 أبريل لعالم 2017. وتم احتضانه من من قبل مجتمع المطورين ليصبح مشروع مجتمعي.

## تاريخ
أعلن مارك شتلوورث في 31 أكتوبر 2011 أن أوبونتو سوف تدعم الهواتف الذكية والحواسيب اللوحية بالإضافة إلى التلفاز والشاشات الذكية.
وقد تم الكشف عن أوبونتو فون في 2 يناير 2013. بينما تم إطلاق عن أوبونتو معاينة المطور 21 فبراير 2013. حددت كانونيكال يوم 19 أكتوبر 2013 موعدًا لإطلاق الإصدارة المستقرة الأولى من أبونتو تاتش.
وفي الخامس من أبريل لعام 2017 قرر مارك شاتلوورث إنهاء وقف المشروع بشكل نهائي من قبل شركة كانونيكال المحدودة، ليتحول لمشروع مجتمعي بسمى مشروع «UBports» .

## المميزات

### التطبيقات المدمجة
نظام أوبونتو تاتش يحتوي على تطبيقات أساسية مثل الحاسبة، الايميل, المنبة، مدير الملفات، الطرفية (Terminal) . أكثر من 12 تطبيق في حاله تطوير. العديد من تطبيقات نظام أوبونتو تاتش تعمل على الاجهزة المكتبية مثل المتصفح، التقويم, الساعة، المعرض, المفكرة، التذكير, الطرفية، الطقس 

## وصلات خارجية
- الموقع الرئيسي لأوبونتو فون